# Raymond Martin (sculpteur)
Pour les articles homonymes, voir Martin et Raymond Martin.
 (mars 2013).
Si vous disposez d'ouvrages ou d'articles de référence ou si vous connaissez des sites web de qualité traitant du thème abordé ici, merci de compléter l'article en donnant les références utiles à sa vérifiabilité et en les liant à la section « Notes et références ».
Raymond Martin né le 24 avril 1910 à Paris et mort le 3 février 1992 à Maisons-Laffitte est un sculpteur français.

## Biographie
Né dans la rue d’Ulm à Paris, Raymond Martin entre en 1925 à l'École des arts appliqués. Il y a comme professeur Jules Jouant, qui le guidera vers la sculpture alors que, d’instinct, il se destinait à être peintre. À cette période, il fait la connaissance de Robert Wlérick (1882-1944), de qui il sera le fidèle disciple et envers lequel il vouera son admiration jusqu’à la mort de ce dernier.
De 1927 à 1929, il se perfectionne à l’École nationale supérieure des beaux-arts dans l’atelier de Jules Coutan. En 1932, il s’affirme et réalise sa première exposition à la galerie Paquereau, rue Guénégaud à Paris.
Peu après, la reconnaissance officielle ne tarde pas. Il voit son Buste de Mergier acheté par la Ville de Paris. Même succès au Salon d'automne, dont il sera nommé sociétaire, avec l’achat par l’État de la Tête d’Ève en bronze. Conscient du talent de son fils, son père lui fait construire un atelier à Cachan, rue Auguste Rodin, où il demeurera toute sa vie. Il obtient le prix Blumenthal en 1932.
En 1936, Raymond Martin épouse Marguerite Sauvain dont il aura deux filles, à huit ans d’intervalle, Simone et Jacqueline. Au début de 1938 s’ouvre le concours pour la commande officielle d'une statue équestre pour un Monument au maréchal Foch, que Robert Wlérick et Raymond Martin obtiennent en collaboration. Robert Wlérick étant mort en mars 1944, Raymond Martin terminera seul l’importante commande de ce monument qui sera inauguré en 1951 à son emplacement actuel, à Paris, au centre de la place du Trocadéro. L'œuvre fut critiquée, entre autres, pour sa trop petite taille relativement au grand espace qui l'entoure, et pour avoir représenté le maréchal tête nue, portant une épée au lieu d'un sabre.
Il apparaît en 1943 dans le film Nos tailleurs d'images, de René Lucot. 
Raymond Martin expose chaque année au Salon des Tuileries à partir de 1941. L'artiste dessine sans interruption : à la fin 1943, il aura une exposition permanente de dessins chez Jacquart. En 1944, il est nommé professeur à la l'Académie de la Grande Chaumière à Paris où il restera jusqu'en 1951. Parallèlement, il est élu professeur à École nationale supérieure des arts décoratifs en remplacement de Marcel Gimond. Il exercera cette fonction jusqu'en 1978.
En 1950, il exécute le Monument au général Mangin, installé place du Président-Mithouard, au chevet de l'église Saint-François-Xavier, à Paris. Les commandes d'État s'enchaînent, les expositions et les succès aussi.
Raymond Martin est élu à l'Académie des beaux-arts de l'Institut de France en 1962, au fauteuil du sculpteur Henri Bouchard. De 1965 à 1969, il se consacre au projet du Monument au général Leclerc pour la porte d’Orléans à Paris. Cette œuvre connaît un destin mouvementé.
En 1973, il se voit confier par la Tunisie, à l’occasion des 70 ans du chef de l’État, l’exécution d’une statue équestre pour un Monument au président Habib Bourguiba et d’une fontaine, érigés à Sfax.
En 1981, il participe à l’ensemble architectural du parvis de la cathédrale d’Orléans. Puis en 1982, le sculpteur réalise deux sculptures, L’Été et L’Hiver, dans l’arcade des nouveaux bâtiments du Sénat, rue Garancière à Paris. La municipalité de Cachan lui achète le bronze de La Rencontre, un couple nu et enlacé, tenant un petit enfant dans les bras, érigé à l’extérieur du bureau de Poste dans l’ensemble immobilier réalisé dans cette ville par l’architecte Louis Arretche.
L’année 1985 est marquée par trois expositions importantes : l’exposition « Raymond-Martin à la Monnaie de Paris », « Raymond-Martin au Musée Despiau-Wlérick » de Mont-de-Marsan et « Raymond-Martin à Cachan ». En 1987, le prix Byzantion lui est attribué pour une de ces œuvres majeures : L’Homme au Trophée, érigé à l'hôtel de ville de Cachan. 1989 est une année importante avec l’exposition « Paris-Moscou » à Moscou, l’exposition sur « La sculpture française, de Rodin à nos jours » à Fontainebleau, et l’inauguration des bas-reliefs pour l’hôtel particulier de Marcel Dassault de l'avenue des Champs-Élysées à Paris
Raymond Martin participe en 1990 à l’exposition « Sculpture française de notre temps » à Versailles. Deux ans plus tard a lieu l’inauguration du Buste de Michel Faré à l’école des métiers de la culture et du marché de l'art (ICART) alors que Raymond Martin meurt le 3 février 1992.

« L'art de Raymond Martin rappelle qu'il importe d'inventer en dehors de tout esprit de système et de tendre par tous les moyens à puiser dans les perfections les plus universellement reconnues le sentiment raisonné et indépendant de sa personne : il faut autant de patience que d'abnégation pour atteindre son but, n'avoir été d'aucune école pour passer la barre, franchir symboliquement l'amas ensablé des doctrines ou si l'on préfère en termes de compétition olympique : sauter plus haut.
Jamais l'invention de Raymond Martin n'a été plus transparente, plus rafraîchissante aux sources mêmes de l'art de demain. Une vie de recherche de la beauté absolue, de la passion sans frontières et de l'expression artistique sans tabou.[réf. souhaitée] »

 (Michel Faré, écrivain, membre de l'Institut de France).

## Œuvres
La rencontre avec son maître Robert Wlérick et l'amitié de Charles Despiau, l'admiration qu'il voue à Auguste Rodin et à Michel-Ange, vont guider l'artiste tout au long de sa vie.

### Œuvres dans l'espace public
Dix années s'écoulèrent de l'entre-guerres avant qu'on vît, érigé au centre de la place du Trocadéro, le Monument au maréchal Foch. Les monuments parisiens tels que celui du général Leclerc à la porte d'Orléans, ou celui du général Mangin, place du Président-Mithouard, conçus avec sobriété, symbolisent la détermination de leur héros.
En 1943, Robert Wlérick est chargé par l'État du remplacement en pierre d'une statue en bronze de François de Malherbe située devant le palais des facultés de Caen et fondue sous l'Occupation. Après sa mort le 7 mars 1944, Raymond Martin reprend ses études et continue son œuvre. La statue est installée en 1953 place Saint-Sauveur, sur le piédestal de la statue de Léonce Élie de Beaumont, fondue en 1942. Retirée en 1961 afin d'installer la statue de Louis XIV de Louis Petitot, elle est remisée un temps avant d'être installée en 1973 à son emplacement actuel place Pierre-Bouchard à Caen, à la demande de la Société des antiquaires de Normandie,.
Le président tunisien Bourguiba lui commande sa statue équestre à sa gloire destinée à Sfax, témoignant des hauts faits d'une libération pacifique. Dans un autre registre, d'autres figures plus discrète ont aussi occupé le sculpteur, telle la figure du peintre Carle Vernet achetée par la ville de Bordeaux.
Plus sereine encore dans sa fluidité mais tout occupée des reflets que lui renvoie son miroir d'eau[Interprétation personnelle ?], la Nymphe de Bièvre est allongée dans les jardins de l'hôtel de ville de Cachan.
Dans le quartier parisien de Saint-Germain-des-Prés, à l'initiative de Christian Langlois, architecte du palais du Luxembourg, la façade d'une annexe du Sénat est ornée de deux statues des saisons, L'Été et L'Hiver.
Sous les arcades de l'hôtel des postes de Cachan, La Rencontre figure une étreinte d'amour passionnée et pudique.
On peut voir[Où ?] dans L'Homme au Trophée un symbole de la victoire, de la gloire et du désir charnel masculin.

### Bustes
Entre autres figures de Raymond Martin, on[Qui ?] remarquera celle d'Ève[Où ?], harmonieux et plein de grâce, mais aussi celle de Pierrot[Où ?], taillé dans le marbre blanc.

### Médailles et bas-reliefs
Concernant la médaille consacrée au général de Gaulle, Yvonne de Gaulle, sa veuve, remerciait l'artiste d'avoir su saisir chez le général « cet air un peu moins solennel qu'il prenait parfois[réf. nécessaire].[réf. nécessaire] »
« Deviens qui tu es » est l'inscription qui figure sur le revers de la médaille de son ami et sculpteur Paul Belmondo. La sensualité féminine et la beauté tranquille caractérisent le bas-relief du Jardin d'été.

### Dessins
Pour Raymond Martin, le dessin est indispensable à sa création, à l'épanouissement de son œuvre dans son ensemble — toutes ces écritures qui transcrivent en graphismes ombres, lumières et volumes, permettent d'ausculter le corps humain pour mieux le comprendre par le dessin.
Raymond Martin a dessiné par cycles, pris par la beauté particulière d'un modèle, avec des périodes de repos qui ont suscité en lui, rétrospectivement, un certain sentiment de mélancolie. Le caractère organique de chaque groupe de dessins, plume, sanguine, fusain ou pastel, est né de cette suite de cycles, avec une correspondance parfaite entre la vision, la technique et le sentiment.

« Le lien entre le dessin et la sculpture s'est développé sur un tout autre plan, plus secret, moins utilitaire, celui de la vision en profondeur de la forme, avec des constantes, ses rappels, ses obsessions. Nu au fauteuil, visage d'enfant, autoportrait, Raymond Martin est tout entier dans ses premiers dessins avec un mélange de fièvre, de tendresse et de superbe. On le retrouve dans sa maturité, dominant sa vision avec une ampleur et une maîtrise totale, dans le droit fil de ce qui fut l'idéal de sa jeunesse : la traduction de la sensation dans la lumière, de la lumière dans la sensation.[réf. souhaitée] »

 (Patrice Dubois - Expert de la Cour d'appel de Paris).

## Récompenses et distinctions
- Chevalier de la Légion d'honneur en 1956.
- Élu membre de l'Académie des beaux-arts en 1962.
- Commandeur des Arts et des Lettres en 1967, décerné par le ministre d'État chargé des Affaires culturelles.
- Chevalier des Palmes académiques en 1972.
- Lauréat du prix Byzantion en 1987, décerné par la Fondation des amis de Constantin Le Grand

.https://raymondmartin-sculpteur.my.canva.site/

## Expositions
- 1928-1955 : Salon des Tuileries, Paris.
- 1930, 1932 : exposition « Raymond Martin », galerie Paul Paquereau, Paris.
- 1932-1937 : Salon d'automne, Paris.
- 1943 : galerie Compagnie des arts français.
- 1943-1955 : exposition permanente, galerie Jacquart, Paris.
- 1947 : « Exposition de sculptures françaises », Allemagne, Hongrie et Tchécoslovaquie.
- 1952 : « Dessins des sculpteurs français », palais Lobkowitz à Vienne en Autriche.
- 1952 : Paris, galerie Bernheim.
- 1953 : Paris, Petit Palais.
- 1955 : Salon du dessin et de la peinture à l'eau, Paris, musée d'art moderne.
- 1955 : château de Fontainebleau.
- 1955 : Nice, Fransk Festival.
- 1960 : « Durey, Planson, Martin », Paris, galerie Galliera.
- 1963 : « Les peintres témoins de leur temps : l'événément », Paris, musée Galliera.
- 1964 : « Exposition Raymond Martin », Paris, galerie Bernier.
- 1965 : « Guerrier, Morvan, Winsberg, Gage et les sculptures de Raymond Martin », galerie La Calade.
- 1966, 1968, 1981 : Biennale de Cachan.
- 1966 : « Les dessins des sculpteurs célèbres de Rodin à nos jours », musée de Dijon[Lequel ?].
- 1966 : « Exposition Raymond Martin », Copenhague, Foreningen Fransk Künst.
- 1966 : Juvisy, Salon international Paris-Sud.
- 1969 : Paris, galerie André Pacitti.
- 1970 : « Grands sculpteurs contemporains », Narbonne.
- 1978 : Paris, musée Bourdelle.
- 1981 : Paris, Louvre des antiquaires.
- 1982 : Paris, musée Rodin.
- 1982 : Mont-de-Marsan, musée Despiau-Wlérick.
- 1982 : Salon des artistes français.
- 1985 : « Exposition Raymond Martin », Monnaie de Paris[11].
- 1986 : Paris, Fondation de Coubertin.
- 1986 : « Exposition Raymond Martin », Cachan.
- 1989 : Paris, galerie Varine-Gincourt.
- 1989 : Salon de Fontainebleau.
- 1989 : exposition à Moscou.
- 1990 : « Sculpture française de notre temps », Versailles.
- 1991 : Paris et Poitiers, galerie Carnot.
- 1992 : l'atelier de Ville-d'Avray.
- 2006 : « Exposition Raymond Martin », Cachan.
- 2007 : « Exposition Raymond Martin », Paris et Utrecht.
- 2008 : « Exposition Raymond Martin », Angers.